# Mühlenlabor

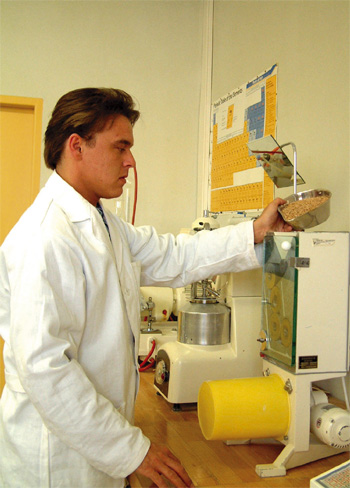
Blick in das Mühlenlabor der Hoppenlau-Schule

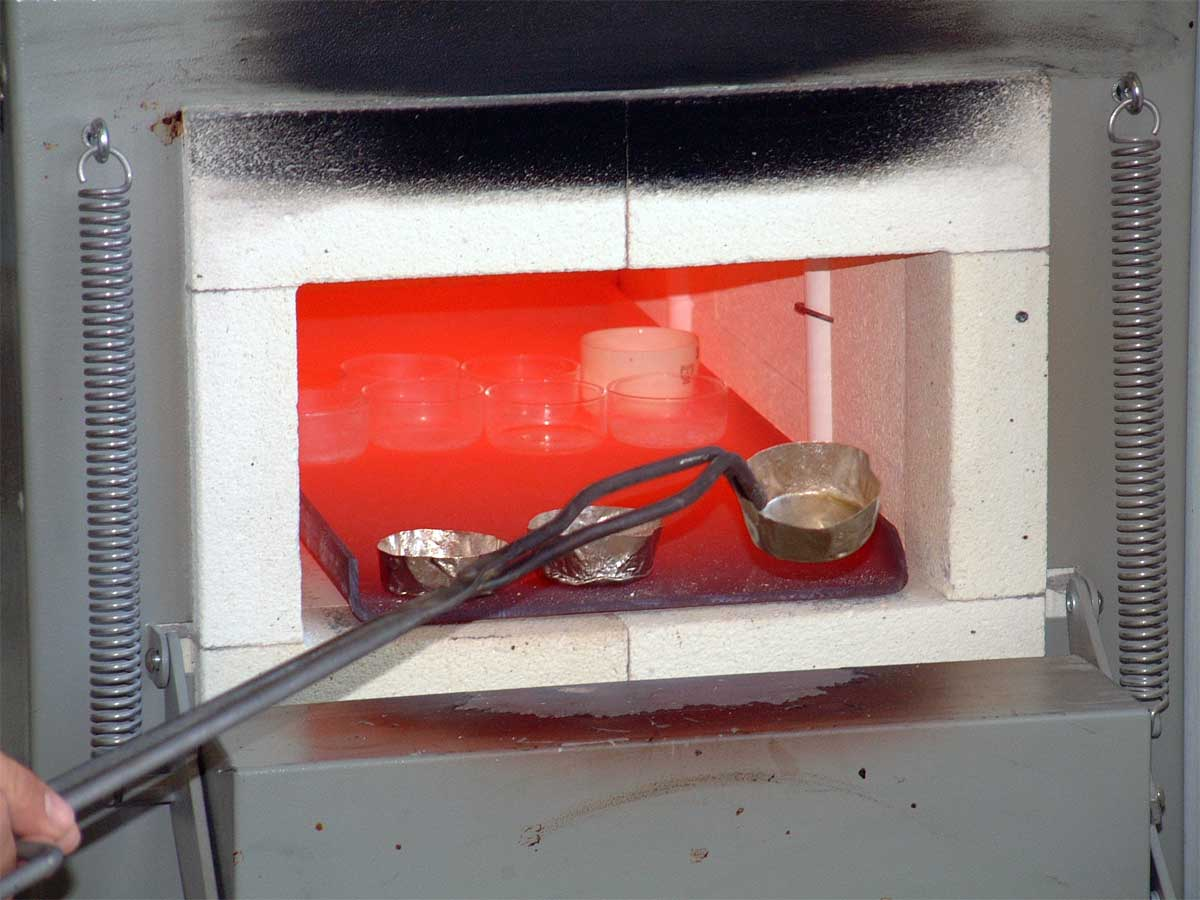
Muffelofen zur Mineralstoffbestimmung

Das Mühlenlabor ermöglicht es dem Müller, die Qualität von
- Getreide
- Mahlprodukten
- Futtermittel und Futtermittelkomponenten

zu ermitteln.
Laboruntersuchungen sind für den Müller zwingend erforderlich, da er gesetzliche Vorgaben und Qualitätsanforderungen der Kunden erfüllen muss. Ferner möchte er die Qualität seines Getreides und Mehles genau kennen, um Mahl- oder Mehlmischungen zusammenstellen zu können.
Um die Qualität festzustellen, gibt es Geräte, die dem Müller die Untersuchungen erleichtern.
Es sind dies im Einzelnen:
1. Feuchtigkeitsbestimmer zur Ermittlung der Feuchtigkeit in Getreide, Mehl etc.
2. Stickstoffbestimmung für die Feststellung des Proteingehaltes (zum Beispiel nach Kjeldahl oder Dumas)
3. Amylograph, um die Stärkeverkleisterung eines Mehles (rheologische Untersuchung)
4. Farinograph für die Wasseraufnahme eines Mehles (rheologische Untersuchung)
5. Extensograph für die Ermittlung der Dehneigenschaften von Teigen (rheologische Untersuchung)
6. Muffelofen für die Mineralstoffbestimmung (daraus ergibt sich die Type des Mehles)
7. Fallzahlgerät, um die Amylaseaktivität der Mehle zu ermitteln
8. Kleberauswaschmaschine zur Bestimmung des für die Teigbildung (Gashaltevermögen) wichtigen Kleber-Eiweiß
9. Sedimentationstestgerät, um das Quellvermögen der Eiweiße in Weizenmehlen zu ermitteln
10. NIR-Geräte, um eine Nahinfrarotspektroskopie am Ganzkorn oder an Mehl durchzuführen (Ermittlung von Proteingehalt, Mineralstoffgehalt)